# Trypeta thoracalis
Trypeta thoracalis är en tvåvingeart som beskrevs av Friedrich Georg Hendel 1934. Trypeta thoracalis ingår i släktet Trypeta och familjen borrflugor. Inga underarter finns listade i Catalogue of Life.